# 웬수
《웬수》는 MBC에서 1997년 8월 8일에 방영된 베스트극장으로, 며느리가 중풍으로 쓰러지면서 모든 집안일을 하게 된 시어머니를 통해 엄격한 주종관계를 이루던 고부관계에서 어느날 역전되면서 고부 간의 갈등을 되짚어 보는 이야기이다.

## 줄거리
남편이 일찍 죽자 아들까지도 단명한다는 말에 며느리는 아들을 절에 보낸다. 시어머니의 구박에도 일 잘하고 무던하던 육순의 며느리가 어느날 중풍으로 쓰러져 눕게 되면서, 그동안 손끝 까딱 않고 살아온 시어니가 살림은 물론 며느리 수발까지 들게 된다. 세월이 흐르고 며느리는 중풍에 노망까지 들어 시어머니에게 자신이 당한 대로 시어머니를 구박한다. 하지만 시어머니는 지극 정성으로 며느리를 돌보고 며느리가 죽은 뒤 자신같이 못된 시어머니가 없는 좋은 곳으로 가길 빌어준다.

## 등장 인물
- 남능미: 시어머니 역
- 연운경: 며느리 최씨 역
- 최은숙
- 정태섭
- 강수영
- 임호택
- 권태원

## 같이 보기
- 《악연》